# 1313: Bermuda Triangle
11313: Bermuda Triangle è un film del 2012 diretto da David DeCoteau. Si tratta del nono film della serie 1313.

## Trama
Il cacciatore di tesori Sean scopre che su un'isola caraibica si trovano manufatti importanti e dal valore inestimabile e parte insieme ad un team di giovani esperti. Quello che ignora è che uno di essi ha altri obiettivi in mente...